# Garstka piasku
Garstka piasku – poemat prozą Cypriana Kamila Norwida z 1858-59 roku.
Poemat napisany prozą biblijną w dwóch częściach, opowiadający o losach dwóch wygnańców, żyjących w Paryżu: pretora cesarskiego z czasów panowania Kaliguli i powstańca listopadowego. Powstanie utworu wiąże się z prośbą zmarłego w 1858 roku przyjaciela poety Konstantego Linowskiego, byłego powstańca i wygnańca. Utwór ukazał się drukiem dzięki staraniom Konstancji Górskiej, krewnej Linowskiego w 1859.

## Okoliczności powstania utworu
Powstanie tego niedużego poematu prozą jest związane z osobą Konstantego Linowskiego. Urodził się on w 1807 roku w Warszawie. W czasie powstania listopadowego był sekretarzem poselstwa w Hadze, a następnie został wysłany z misją nawiązania stosunków dyplomatycznych z Turcją. Po powrocie do Warszawy został adiutantem generała Skrzyneckiego. Po upadku powstania udał się za swoim dowódcą do Belgii i tam wstąpił do wojska, w którym dosłużył się stopnia majora. Spensjonowany w 1852 przeniósł się do Paryżu, gdzie nawiązał kontakt ze swą krewną Konstancją Górską. To ona pielęgnowała go w jego ostatniej chorobie w Anglii. Zmarł 8 września 1858. Został pochowany w Paryżu na cmentarzu Père-Lachaise.
Norwid mógł poznać Linowskiego w czasie swego pobytu w Belgii w latach 1846-1847, gdzie często odwiedzał Skrzyneckiego. Niewątpliwie zaprzyjaźnił się  z Linowskim w 1852 w Paryżu za pośrednictwem Konstancji Górskiej. W dniu śmierci Linowskiego przebywał w Montpellier na ślubie brata. Po powrocie do Paryża 11 września udał się na grób przyjaciela, gdzie zapewne powtórzono mu jego prośbę. Śp. pułkownik Linowski – pisał poeta – wspominał przed śmiercią o pewnej rozmowie, którą z nim miałem był, i chciał, aby, com mówił, na grobie jego było zapisane – do-pamiętać się nie mogłem, co mówiłem w onej rozmowie, ale z treści zatrzymanych uwiła się ta legenda. W jednym z listów do Konstancji Górskiej poeta pisał, że Linowski nie może zapomnieć, że granicami-narodów-pozbawionych-granic są charaktery ludzi. To najprawdopodobniej sedno rozmowy, której Norwid nie mógł sobie przypomnieć, podobna myśl znajduje się bowiem w Garstce piasku II 13.
Poemat ukazał się staraniem J. Reitzenheima, na koszt Konstancji Górskiej w szczupłej, prywatnej liczbie egzemplarzy pomiędzy lutym a lipcem 1859. Książka była rozprowadzana przez Norwida i oboje wydawców.

## Treść

### Część pierwsza
Poeta, kiedy było mu smutno poszedł za miasto i trafił na cmentarz, na świeżo wykopany grób. Nie zapytał kto w nim zostanie pochowany, aby jego smutek dotyczył wszystkich ludzi. Pochyliwszy się wziął z niego garść piasku, którą postanowił wysłać z najbliższym listem. Kiedy wrócił do domu na godzinę przed północą, wrzucił ten piasek do kielicha zegara piaskowego. Piasek zaczął szemrać i jakby mówić: Sit-tibi-terra-levis. I mówił, że tysiąc osiemset dwadzieścia lat temu kopano tu grób dla byłego dowódcy legionów, wygnańca, który oparł się woli cesarza. Cesarz ten chciał aby cały lud rzymski miał jedną głowę, którą by podłożył pod miecz. Poeta wyliczył, że był to Kaligula. Wygnaniec w początkach swego pobytu na obczyźnie, często zachodził do paryskiego portu i wyglądał okrętów z ojczyzny. W następnych latach zbudował sobie wspaniały dom, gdzie czytywał Fedona, albo rozdawał jałmużny. Czasami wyciągał rękę w stronę Rzymu. Gdy czasy stały się całkiem nikczemne, zaniemówił i raz tylko zawołał: Podli! Wreszcie pochowano go przed tysiąc osiemset dwudziestoma laty wraz z całym jego dobytkiem, nawet z rozbitą czarą, z której wypił truciznę, tak aby żadne wspomnienie po nim nie zostało. Nie położono też żadnego napisu, aby się oń żaden konsul nie potknął, albo znakomity ród nie zawstydził. I piasek się przesypał.

### Część druga
Poeta zastanawiał się co zrobić z piaskiem i ponownie wsypał go do kielicha zegara. A piasek zaszeleścił: Pax vobiscum. I tłumaczył, że to przez tradycję człowiek różni się od zwierząt, a gdy ją porzuca dziczeje i trzeba do niego posyłać na nowo apostołów. Powiedział też, że w nowym grobie, z którego wzięta została ta piasku garstka, spoczął chrześcijański wygnaniec, który cierpiał i jako obywatel, i żołnierz, i jako brat, i jako ojciec. Ale trwał przy niewidzialnej chorągwi, która jest sumieniem dziejów i otrzymał innych braci, i inne siostry. Nikogo nie zwiódł, był siewcą pokoju. Dlatego nie warto go szukać między umarłymi, ale mówić o nim żywym, by jego grób stał się słupem granicznym niewidzialnego miasta, którego charaktery ludzi strzegą. I przesypał się piasek: Pax vobiscum.

## Recepcja utworu
Józef Ignacy Kraszewski (1860) był pod wielkim wrażeniem poematu. Zazdrościł szczęśliwym, którzy przeminęli pozostawiając żyjącym frasunek. Waleria Marreneé-Morzkowska (1879) porównywała utwór Norwida do Anhellego: oba pisane prostą, rytmiczną prozą biblijną, podzielone na krótkie fragmenty i z obu wieje głęboki smutek. Zenon Przesmycki (1912) polemizował z Morzkowską: Garstka piasku nie jest echem Anhellego, ale rzeczą całkiem niezależną, wywiedzioną z tego, co Norwid po swojemu rozumiał ze Słowackiego. Tadeusz Makowiecki (1933) zwracał uwagę na wykopaliskową proweniencje utworu, a Irena Sławińska (1957) podkreślała jego ogólnocywilizacyjną treść.